# Geneviève Cluny
Thérèse Ginette Camille Jounay, conocida como Geneviève Cluny (Bressuire, Deux-Sèvres, 18 de abril de 1928), es una actriz francesa. Apareció tanto en películas de la Nouvelle vague francesa como en producciones comerciales populares durante las décadas de 1950 y 1960. Se le atribuye la idea básica en la que se basó Una mujer es una mujer de Jean-Luc Godard.
Fue esposa del director Alain Dhénaut (1942-2010).

## Filmografía
- Mon curé chez les pauvres (1956)
- L'Ami de la famille (1957)
- Donnez-moi ma chance (1957)
- Le Tombeur (1958)
- Les Cousins (1959)
- Un témoin dans la ville (1959)
- Arrêtez le massacre (1959)
- Les Jeux de l'amour (1960)
- Réveille-toi, chérie (1960)
- Le Farceur (1961)
- Una mujer es una mujer (1961)
- C'est pas toujours du caviar (Es muß nicht immer Kaviar sein) (1961)
- Les Filles de La Rochelle (1962)
- Die lustige Witwe (1962)
- Les Veinards (1963)
- Wenn man baden geht auf Teneriffa (1964)
- Agent 505 - Todesfalle Beirut (1966)
- House of Cards (1968)